# Parque nacional del Val Grande
El Parque nacional del Val Grande (en italiano: Parco Nazionale della Val Grande) es un parque nacional de la región del Piamonte, en el del norte de Italia, cerca de la frontera con Suiza. Es notable y destacado por sus paisajes de los Alpes.

## Geografía
El parque está localizado en Provincia de Verbano-Cusio-Ossola y está compartido entre diez municipios: Aurano, Beura-Cardezza, Caprezzo, Cossogno, Cursolo-Orasso, Intragna, Malesco, Miazzina, Premosello-Chiovenda, San Bernardino Verbano, Santa Maria Maggiore, Trontano, y Vogogna.
El parque se encuentra enteramente en la cuenca hidrográfica del río Po. Está localizado entre el valle de Vigezzo en el del norte, el Cannobina en el noroeste, el valle de Ossola en el suroeste, y Lago Maggiore en el sureste. El parque no está poblado y a menudo se le describe como la zona salvaje más grande en los Alpes".
Val Grande y Val Pogallo, dos valles principales dentro del parque, con el primero corriendo al sureste y el último corriendo al sur, alimentando los dos ríos importantes en el parque. Estos valles unen a Torrente San Bernardino, un afluente de Lago Maggiore. La mayoría del área del parque es forestal.

## Historia
Los pastores poblaron Val Grande desde al menos el siglo XIII, y la producción maderera estuvo activa desde el siglo XV. Aun así, al final de la Segunda Guerra Mundial toda la población dejó el área, siguiendo las acciones de tropas alemanas contra la resistencia italiana en el área en junio de 1944. La idea de crear un parque nacional en Val Grande data de 1953. En 1967, el área fue designada una Reserva de Naturaleza Estricta y se convirtió en el primer área de conservación con este título en los Alpes italianos. En 1974, la Asociación Italia Nostra desarrolló un plan detallado para establecer un parque nacional, y, en los años 1980 empezó su puesta en marcha. El parque fue establecido el 2 de marzo de 1992. El 24 de junio de 1998 el área del parque fue extendida.

## Turismo
Para el año 2012, el parque tuvo tres centros de visitantes (localizados en Santa Maria Maggiore, Cossogno, y Premosello-Chiovenda), dos museos, y un número de itinerarios de naturaleza, los cuales tendrían que recorrerse en compañía de un guía.

## Galería de imágenes

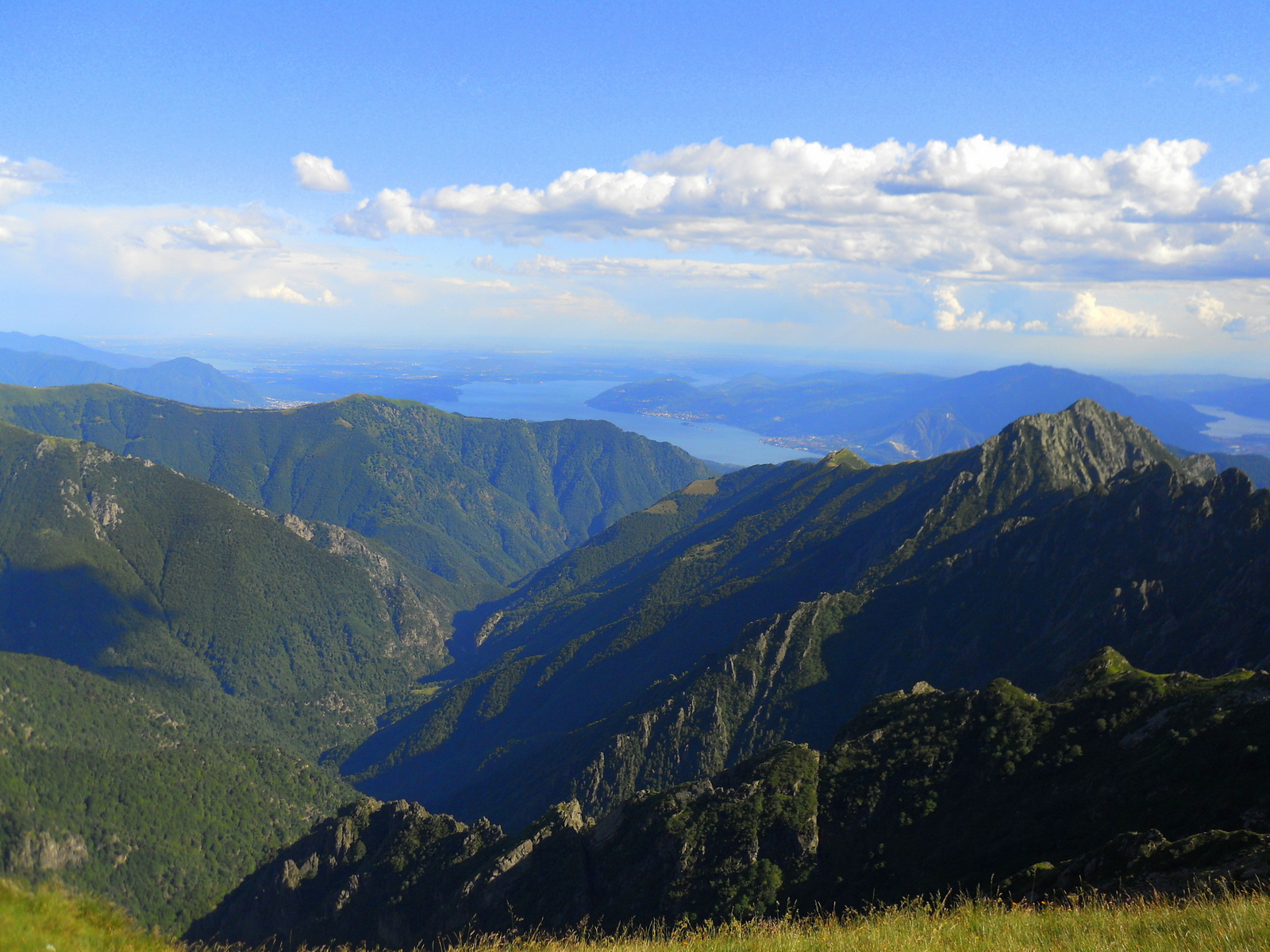
Val Grande y Lago Maggiore vistos desde Bocchetta di Scaredi
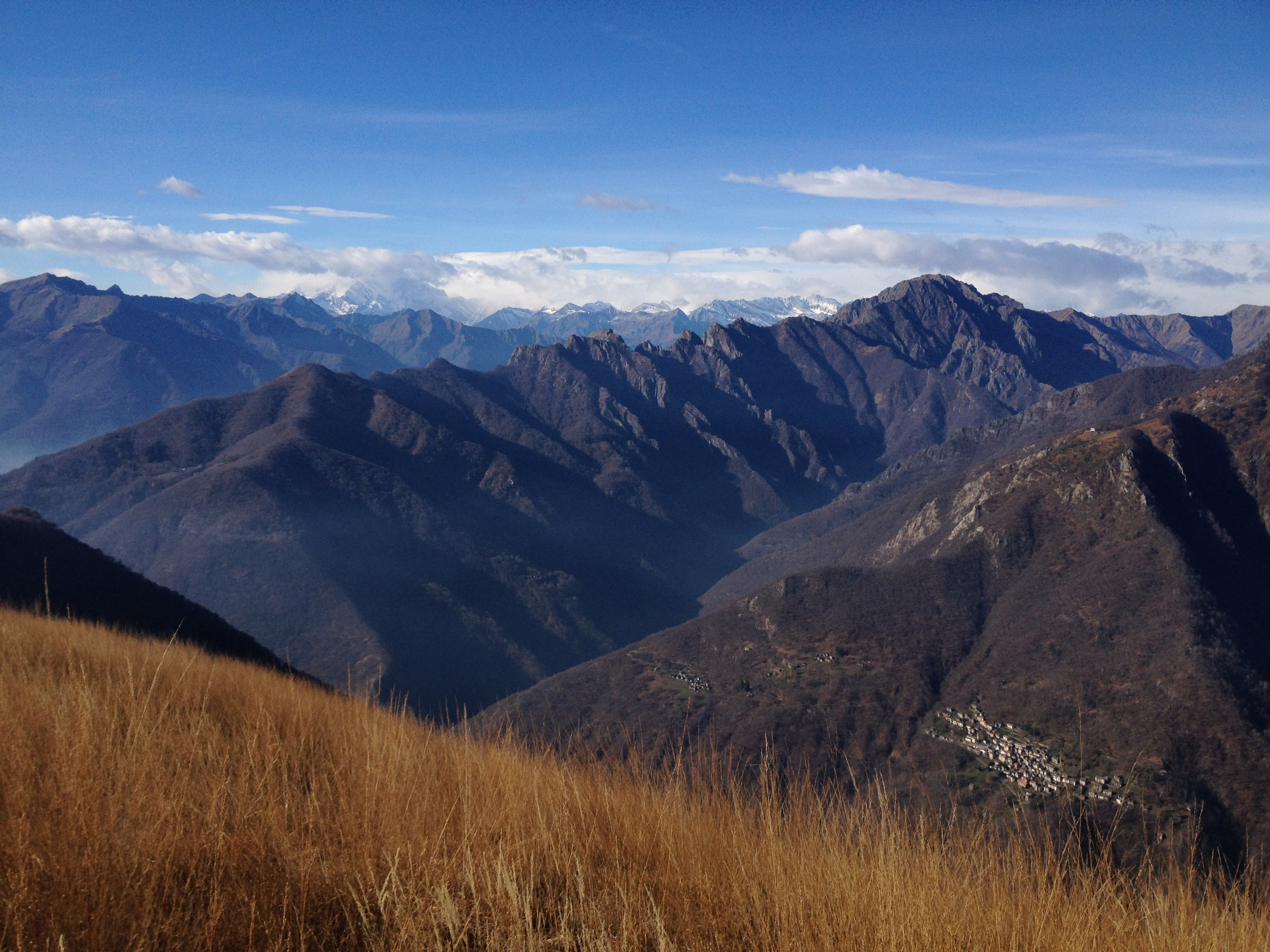
Val Grande, Pizzo Proman (la montaña más alta a la derecha), Cicogna (el pueblo pequeño en la esquina inferior derecha) y el Monte Rosa (izquierda, cubierto por nubes), vistos desde Pizzo Pernice
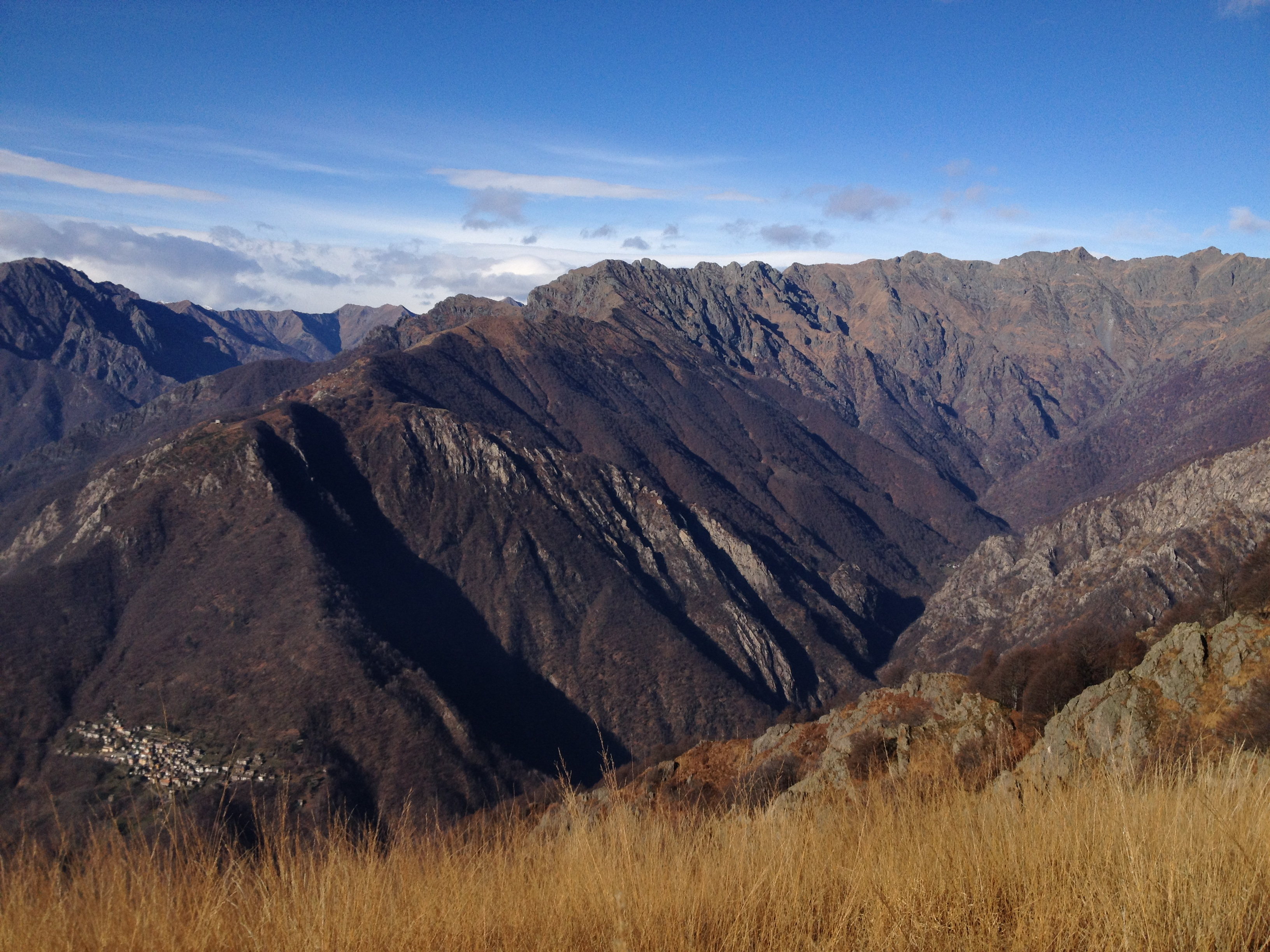
Val Pogallo, Cicogna, Cima Pedum y Cima della Laurasca, vistos desde Pizzo Pernice
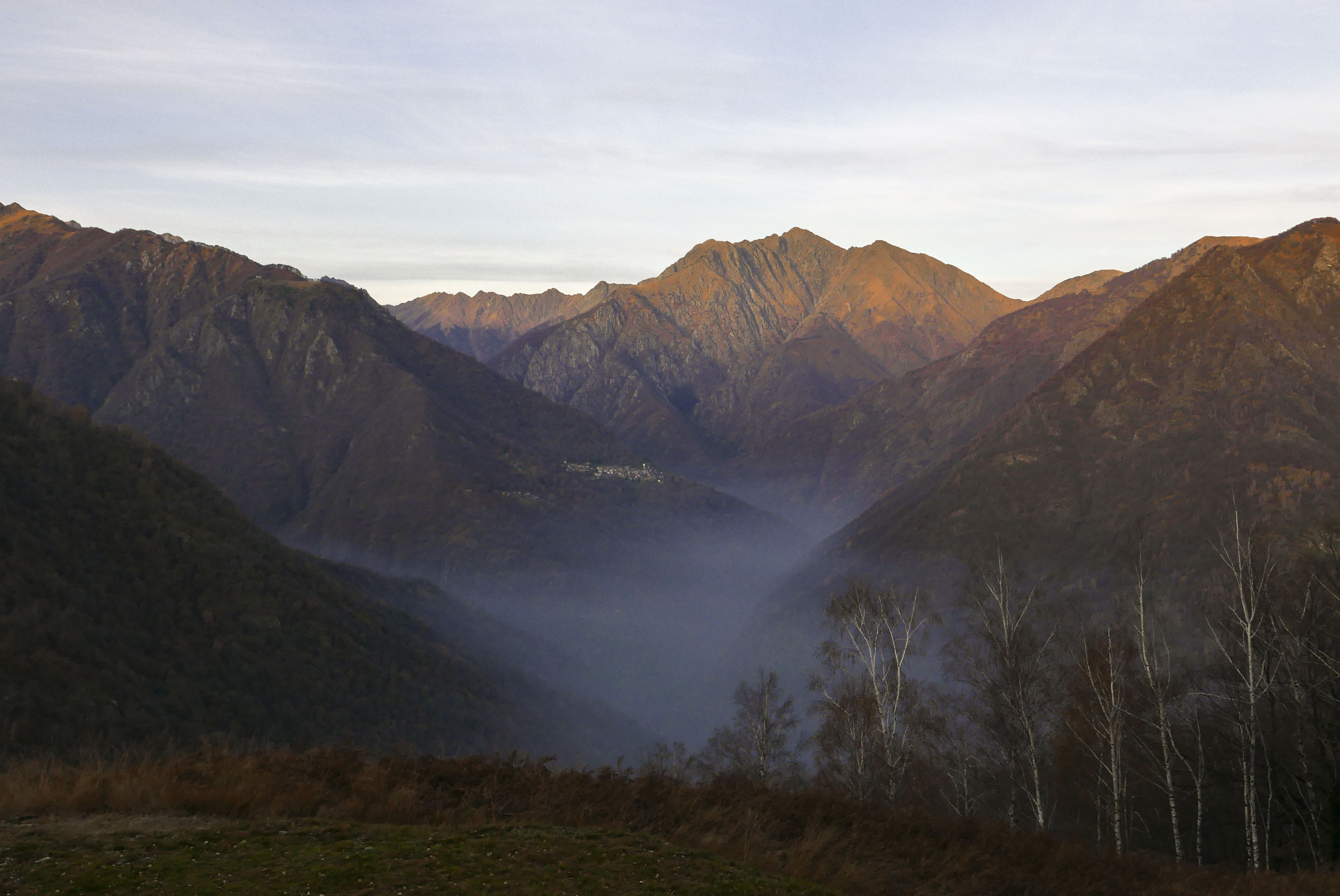
Val Pogallo, Cicogna y Monte Zeda (centro), vistos desde la carretera a Ompio
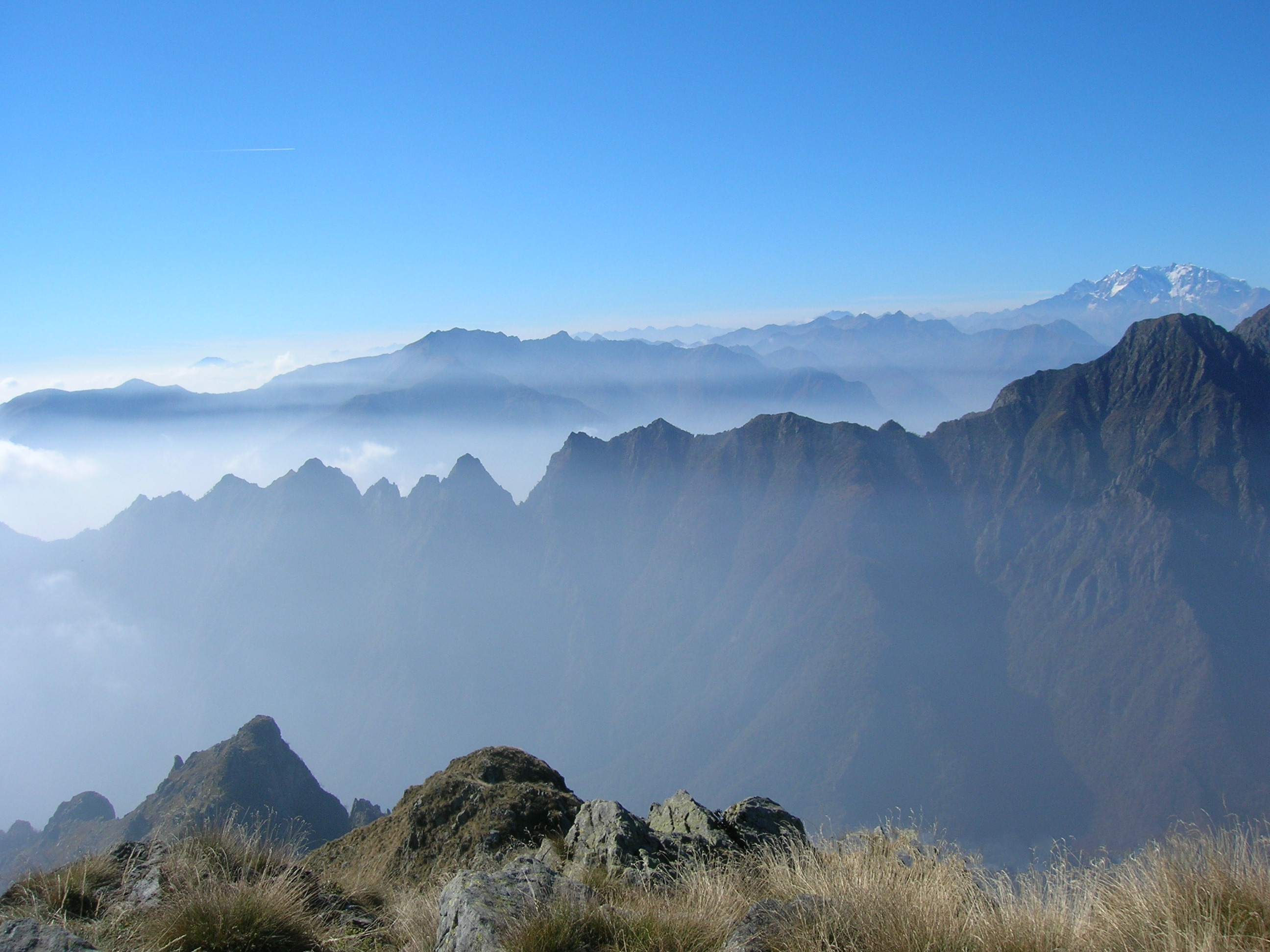
Corni di Nibbio Y Monte Rosa, vistos desde Cima Sasso (1916 m)